# Gil Morlanes el Jove
Gil Morlanes el Jove va ser un escultor i arquitecte de Saragossa, actiu a Aragó durant el segle xvi, fill del també arquitecte Gil Morlanes el Vell.
Les primeres dades de la seva obra se situen el 1504 a l'església de Santa Engràcia de Saragossa on acaba la façana iniciada pel seu pare. Va treballar a les obres de l'església de Sant Miquel dels Navarros, també a Saragossa, des de 1517 a 1530. De les obres que li són atribuïdes destaca també la Capella de la Verge a l'església del Portillo (1527) i la decoració interior de la Llotja de Saragossa (1541-1551). Hi ha discussió entre diversos autors sobre si atribuir o no la realització del Palau dels Morlanes a Saragossa, encara que l'opinió majoritària s'oposa, ja que va morir abans de 1551 i la decoració del Palau és de 1555. A part d'aquestes obres arquitectòniques i decoratives, també va ocupar-se de treballs d'enginyeria hidràulica a Castella, Aragó i Catalunya.